# Aaron's Party: The Videos
Aaron's Party: The Videos es protagonizado por la estrella pop Aaron Carter, es un DVD con vídeos de su álbum, Aaron's Party (Come Get It).

## Videos
1. «Aaron's Party Come Get It»
2. «I Want Candy»
3. «Bounce»
4. «Iko Iko»
5. «The Clapping Song»